# Centro de Planetas Menores
El Centro de Planetas Menores (en inglés Minor Planet Center) es un organismo del Observatorio Astrofísico Smithsoniano, que forma parte del Centro de astrofísica Harvard-Smithsonian junto con el Observatorio Harvard College.

## Contenido
Bajo el auspicio de la UAI, el MPC es la institución encargada de recopilar observaciones de los planetas menores, asteroides y cometas, calcular sus órbitas y publicar los resultados. Ofrece numerosos servicios en línea orientados a facilitar la labor al observador. Una de estas herramientas es el Catálogo de las Órbitas de los Objetos Registrados, MPCORB.
El Centro de Planetas Menores fue fundado en 1947 en la Universidad de Cincinnati. Desde 1978 se encuentra en el SAO: fue dirigido hasta el año 2010 por Brian Marsden (1937-2010).
Este organismo es el encargado de asignar códigos a los distintos observatorios que se dedican a la búsqueda, estudio y seguimiento de planetas menores. Dichos códigos permiten identificar, inequívocamente, al descubridor o descubridores de cada cuerpo menor: por ejemplo G05 ("Observatorio Astronómico Giordano Bruno", Piconcillo, Córdoba,  España), Z71 (Observatorio "Norba Caesarina", Cáceres, España) o Y00 (SONEAR Observatory, en Oliveira, Belo Horizonte, Brasil), etc.
Con periodicidad diaria, publica, en formato electrónico, las MPECs o circulares electrónicas sobre planetas menores, informes de nuevos descubrimientos de cometas o asteroides, así como sus posiciones (efemérides) para los próximos días.